# Лабер
Лабер (њем. Laaber) град је у њемачкој савезној држави Баварска. Једно је од 41 општинског средишта округа Регенсбург. Према процјени из 2010. у граду је живјело 5.139 становника. Посједује регионалну шифру (AGS) 9375162.

## Географски и демографски подаци
Лабер се налази у савезној држави Баварска у округу Регенсбург. Град се налази на надморској висини од 402 метра. Површина општине износи 28,8 km². У самом граду је, према процјени из 2010. године, живјело 5.139 становника. Просјечна густина становништва износи 179 становника/km².